# Valnäsmotet

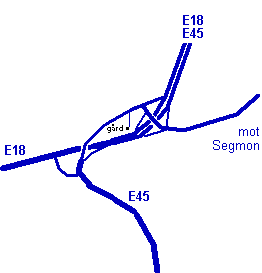
Valnäsmotet

Valnäsmotet är en trafikplats som byggdes utanför Segmon i Värmland på 1970-talet och byggdes om 1993-1995 och invigdes 1995. Vägarna E18 och E45 ansluter till varandra i denna trafikplats som är ändpunkt på en motorvägssträcka förbi Segmon.
Trafikplatsen byggdes på 1970-talet även om E18 då fortsatte som vanlig landsväg rakt genom Segmon. I samband med detta byggdes E18 mellan Valnäsmotet och Nysäter. Innan dess gick E18 via Borgvik, medan väg 45 gick via det som blev Valnäsmotet. Man planerade länge en förbifart förbi Segmon för att avlasta den täta trafiken på en olycksdrabbad och smal väg rakt igenom samhället. I början av 1990-talet projekterades vägen som en motortrafikled, men genom ett riksdagsbeslut 1993 fastslogs att vägen E18 som nationell och internationell stamväg istället skulle byggas som en motorväg mellan Valnäsmotet och Norrtälje, och projektet fick då projekteras om i all hast.
Trafikplatsens utformning blev redan från början under 1970-talet speciell eftersom E18 som europaväg prioriterades högre än dåvarande riksväg 45 (numera E45) trots att riksväg 45 hade mer trafik. Därför beslöt Vägverket att E18 skulle fortsätta rakt fram, och istället fick de som åkte på riksväg 45 mot Göteborg/Säffle svänga av i avfarten, liksom det var innan (trots att endast en tredjedel av trafiken fortsätter på E18 vidare mot Årjäng/Oslo). Eftersom det fanns en trafikplats redan och man ville ha anslutning till den gamla vägen blev utformningen speciell. För att köra söderifrån E45 mot E18 västerut, skyltas en väg som innebär en vänstersväng ut på E18, detta trots att det finns en planskild förbindelse som dock är över 1 km längre.
Andra bekymmer var att marken hade en dålig bärighet som krävde stora stabiliseringsåtgärder, och att en familj vägrade att sälja sin gård. Vägverket fick då projektera om trafikplatsen så att även gården skulle få bli kvar som en "ö" inom trafikplatsen och med en egen anslutning till den. Den syns endast från påfarten från Segmon mot E18 västerut (59°15′38.8″N 13°0′0.8″Ö / 59.260778°N 13.000222°Ö).
Någon fortsättning på motorvägen har det inte blivit varken öster eller väster om Segmon. Enligt aktuella planer (fram till 2021) ska inte motorvägen förlängas mot Grums under de närmaste året. Det kan komma att bli besvärligt och dyrt med passagen förbi Grums. Däremot byggs det motorväg närmare Karlstad, och planeras på vissa ställen Karlstad-Örebro.
År 2006 bytte riksväg 45 namn till E45, vilket inte medfört några ombyggnader eller högre prioritering av vägen.